# پیر شنو
پیر شنو (فرانسوی: Pierre Chesneau‎؛ زادهٔ ۱۰ آوریل ۱۹۰۲ - درگذشته نامشخص) بازیکن فوتبال اهل فرانسه بود.
وی همچنین در تیم ملی فوتبال فرانسه بازی کرده‌است.